# ریچارد هایلند
ریچارد هایلند (انگلیسی: Richard Hyland; ۲۶ ژوئیهٔ ۱۹۰۰ – ۱۶ ژوئیهٔ ۱۹۸۱) بازیکن راگبی ۱۵ نفره و نویسنده ورزشی اهل ایالات متحده آمریکا بود.